# Bò North Devon
Bò Devon là một giống bò cổ xưa từ hạt phía tây nam Anh là Devon. Giống bò này là một giống bò có một màu đỏ hoặc màu đỏ tía, và điều này làm tăng tên gọi phổ biến của chúng là Bò Devon Ruby hoặc Bò Red Ruby, cũng được sử dụng như một thương hiệu tiếp thị. Loài này đôi khi còn được gọi là Bắc Devon để tránh nhầm lẫn với giống bò Nam Devon mới phát triển gần đây có màu nâu vàng.
Bò đực trưởng thành trong điều kiện làm việc tốt cân nặng từ 1.700 lb (770 kg) đến khoảng 2.200 lb (1.000 kg). Bò trưởng thành có trọng lượng từ khoảng 950 lb (430 kg) đến khoảng 1.300 lb (590 kg). Vì vậy, giống bò Devon này có đủ kích thước trong thực tế và có lợi nhuận mà không có sự cản trở, bất lợi về chi phí chăm sóc quá lớn.

## Ở nước Úc
Bò Devon rất phổ biến để sử dụng trong các đội bò để kéo tuyết tùng và các khúc gỗ khác từ rừng, được cưa xẻ và sau đó được vận chuyển bằng xe ngựa kéo và xe chở gỗ đến các thị trấn và cảng biển để sản xuất hoặc xuất khẩu. Những con bò giống này này là một trong những giống sớm nhất ở Úc và Devon được ghi nhận về sự ngoan ngoãn, sự trưởng thành sớm, sự cứng rắn và sức mạnh của chúng vốn là những thuộc tính quan trọng trong một nhóm.